# Nyad
Nyad is een Amerikaanse biografische film uit 2023, geregisseerd door Elizabeth Chai Vasarhelyi en Jimmy Chin en gebaseerd op de autobiografie Find A Way van Diana Nyad.

## Verhaal
De film volgt het opmerkelijke verhaal van de langeafstandszwemmer Diana Nyad, die op 64-jarige leeftijd de eerste persoon werd die de "Everest van de zwemtochten" voltooide: een zwemtocht van 53 uur en 180 kilometer van Cuba naar Florida, door gevaarlijk open water en zonder haaienkooi.

## Rolverdeling
| Acteur           | Personage        |
| ---------------- | ---------------- |
| Annette Bening   | Diana Nyad       |
| Jodie Foster     | Bonnie Stoll     |
| Rhys Ifans       | John Bartlett    |
| Karly Rothenberg | Dee Brady        |
| Jeena Yi         | Angel Yanagihara |
| Luke Cosgrove    | Luke Tipple      |
| Eric T. Miller   | Jack Nelson      |
| Garland Scott    | Jon Rose         |

## Productie
In maart 2021 werd aangekondigd dat Annette Bening de rol van Diana Nyad zou spelen in een biografische film. In januari 2022 voegde Jodie Foster zich bij de cast en werd bekendgemaakt dat Netflix de film ging distribueren. In maart 2022 sloot Rhys Ifans zich aan bij de cast en werd aangekondigd dat de productie aan de gang was.

## Historische nauwkeurigheid
Nyad's overtocht van Cuba naar Florida is nooit formeel bekrachtigd vanwege het gebrek aan onafhankelijke waarnemers en onvolledige gegevens. Het Guinness Book of World Records heeft de prestatie van Nyad later daarom ook verwijderd. In september 2023 hernieuwde de World Open Water Swimming Association (WOWSA) een onderzoek naar haar zwemsessie in 2013. De waarnemerslogboeken voor het zwemmen waren onvolledig: meer dan 9 uur van de kritieke nachtperiode waren niet gedocumenteerd en er waren tegenstrijdige verhalen van bemanningsleden over gebeurtenissen die tijdens deze uren plaatsvonden.
De film vereenvoudigt het zwemmen van Cuba naar Florida van Diana Nyad, waarbij ze wordt getoond met slechts een schip en streeft naar een 'zonder hulp'-zwemmen, wat een verkeerde voorstelling geeft van de feitelijke gebeurtenis waarbij meerdere schepen betrokken waren, een uitgebreide bemanning en het gebruik van verschillende apparatuur die de bewering "zonder hulp" tegenspreekt. De film dramatiseert gebeurtenissen die niet hebben plaatsgevonden, zoals een ontmoeting met haaien, die nooit heeft plaatsgevonden tijdens de poging van 2013 en geeft een onnauwkeurig beeld van haar vermogen om in 7,5 uur het Engelse Kanaal over te zwemmen, waarbij haar meerdere mislukte pogingen en de zeldzaamheid van dergelijke pogingen niet worden vernoemd.

## Release en ontvangst
Nyad ging op 1 september 2023 in première op het Filmfestival van Telluride. De film kreeg overwegend positieve kritieken van de filmcritici, met een score van 85% op Rotten Tomatoes, gebaseerd op 146 beoordelingen. Zowel Annette Bening als Jodie Foster werden in december 2023 genomineerd voor een Golden Globe.

## Prijzen en nominaties
De belangrijkste:
| Jaar | Prijs                 | Categorie                           | Genomineerde(n) | Uitslag     |
| ---- | --------------------- | ----------------------------------- | --------------- | ----------- |
| 2024 | Golden Globes         | Beste actrice in een film – drama   | Annette Bening  | Genomineerd |
| 2024 | Golden Globes         | Beste vrouweijke bijrol in een film | Jodie Foster    | Genomineerd |
| 2024 | Critics Choice Awards | Beste vrouwelijke hoofdrol          | Jodie Foster    | Genomineerd |